# Arminia Bielefeld
A Deutsche Sportclub Arminia Bielefeld e.V. (röviden: DSC Arminia Bielefeld vagy Arminia Bielefeld) 1901-ben alapított német labdarúgóklub Bielefeldben, amely jelenleg a harmadosztályában szerepel. Az Arminia hétszer jutott fel a német élvonalba, ami rekord a bajnokság történetében.[forrás?], többnyire gyors kiesés követte ezeket a feljutásokat.[forrás?] Legsikeresebb időszakaik az 1920-as, az 1980-as és a 2000-es évek voltak.
A csapat neve a cheruskok vezérének, Arminiusnak a nevéből vezethető le, aki az I.e. 9-ben legyőzte a római sereget.
1926 óta játsszák hazai mérkőzéseiket a Bielefelder Alm Stadionban, amelyet 2004-ben SchücoArena névre kereszteltek át, egy szponzori szerződés értelmében.

## Sikerei
- Legjobb helyezés a német elsőosztályban: 8. hely, 1982–83-as és 1983–84-es szezon
- Másodosztályú bajnok: 1999, 2020
- Másodosztályú bajnok (észak): 1978, 1980
- Harmadosztály bajnok: 2014–15
- Nyugatnémet bajnok: 1921–22, 1922–23
- Nyugat/Délnyugat területi bajnok: 1995
- Westfalen-bajnok: 1912, 1921, 1922, 1923, 1924, 1925, 1926, 1927, 1933, 1962, 1990
- Nyugatnémet Kupa-győztes: 1966
- Westfälischer Kupa-győztes: 1908, 1932
- WFV Kupa-győztes: 1966, 1974
- DFB-Pokal: elődöntős: 2005 (0:2 a Bayern München ellen) és 2006 (0:1 az Eintracht Frankfurt ellen)

## Jelentős játékosok
| - Karim Bágeri - Jörg Bode - Ansgar Brinkmann - Delron Buckley - Ulrich Büscher - Ali Dáji - Armin Eck - Yves Eigenrauch - Norbert Eilenfeldt - Franco Foda - Arne Friedrich | - Gregor Grillemeier - Thomas von Heesen - Thomas Helmer - Dirk Hupe - Detlef Kemena - Wolfgang Kneib - Lorenz-Günther Köstner - Stefan Kuntz - Ernst Kuster - Bruno Labbadia - Ewald Lienen | - Silvio Meißner - Patrick Owomoyela - Ozaki Kazuo - Frank Pagelsdorf - Wolfgang Pohl - Pasi Rautiainen - Jörg Reeb - Billy Reina - Bastian Reinhardt - Gerd Roggensack - Christian Sackewitz | - Helmut Schröder - Dieter Schulz - Uli Stein - Michael Sternkopf - Thomas Stratos - Stefan Studtrucker - Fatmir Vata - Fritz Walter - Heiko Westermann - Horst Wohlers |

## Jelenlegi keret
2025. február 2. szerint
| #  |     | Poszt | Név                |
| -- | --- | ----- | ------------------ |
| 1  | GER | K     | Jonas Kersken      |
| 2  | GER | V     | Felix Hagmann      |
| 3  | DEN | V     | Joel Felix         |
| 4  | GER | V     | Louis Oppie        |
| 5  | GER | V     | Semi Belkahia      |
| 6  | USA | KP    | Mael Corbez ()     |
| 7  | GER | CS    | Julian Kaniz       |
| 8  | GER | KP    | Sam Schreck        |
| 10 | MAR | KP    | Naszim Búzsellab   |
| 11 | GER | CS    | Joel Grodowski     |
| 13 | GER | KP    | Lukas Kunze        |
| 17 | GER | KP    | Merveille Biankadi |
| 18 | GER | K     | Leo Oppermann      |

| #  |     | Poszt | Név                                               |
| -- | --- | ----- | ------------------------------------------------- |
| 19 | GER | KP    | Maximilian Großer                                 |
| 21 | GER | CS    | Stefano Russo                                     |
| 22 | GER | CS    | Mika Schroers                                     |
| 23 | GER | V     | Leon Schneider                                    |
| 24 | GER | V     | Christopher Lannert                               |
| 28 | LVA | CS    | Roberts Uldriķis                                  |
| 30 | USA | KP    | Isaiah Young                                      |
| 33 | GER | V     | Max Lippert                                       |
| 37 | GER | CS    | Noah Sarenren Bazee                               |
| 38 | GER | KP    | Marius Wöri (kölcsönben a Hannover 96 csapatától) |
| 41 | UKR | K     | Artem Zaloha                                      |
| 42 | GER | KP    | Henry Obermeyer                                   |

## Edzők
A Bielefeld edzői 1922-től
- Frantisek Zoubek (1922–23)
- Gerd Wellhöfer (1923–24)
- Frantisek Zoubek és  Gerd Wellhöfer (1924–25)
- Gerd Wellhöfer (1925–26)
- Frantisek Zoubek (1926–33)
- Otto Faist (1933–35)
- Karl Willnecker (1935–38)
- Erich Borchmeyer (1938–39)
- Ferdinand Swatosch (1939–40)
- Otto Kranefeld és  Willi Pohl (1940–42)
- Karl Wunderlich (1942–45)
- Erich Borchmeyer (1945–46)
- Ferdinand Swatosch (1946–47)
- Alois Münstermann (1948–49)
- Friedrich Otto (1949–50)
- Fritz Kaiser (1950–51)
- Hellmut Meidt (1951–53)
- Donndorf (1953-55)
- Otto Westphal (1955–58)
- Arthur Gruber (1958–61)
- Josef Rasselnberg (1961)
- Jakob Wimmer (1961–63)
- Hellmut Meidt (1963–65)
- Robert Gebhardt (1965–66)
- Hans Wendlandt (1966–69)
- Egon Piechaczek (1969–71)
- Hellmut Meidt (1972)
- Jan Notermans (1972)
- Willi Nolting (1972–73)
- Norbert Lessle (1973)
- Harry Garstecki (1973)
- Willi Nolting (1973–74)
- Rudi Faßnacht (1974)
- Erhard Ahmann (1974–76)
- Karl-Heinz Feldkamp (1976–78)
- Milovan Beljin (1978)
- Otto Rehhagel (1978–79)
- Willi Nolting (1979)
- Hans-Dieter Tippenhauer (1979–80)
- Willi Nolting (1980)
- Horst Franz (1980–82)
- Horst Köppel (1982–83)
- Karl-Heinz Feldkamp (1983–84)
- Gerd Roggensack (1984–86)
- Horst Franz (1986)
- Fritz Fuchs (1986–87)
- Joachim Krug (1987–88)
- Ernst Middendorp (1988–90)
- Franz Raschid (1990–91)
- Fritz Grösche (1991–92)
- Ingo Peter (1992–94)
- Theo Schneider (1994)
- Wolfgang Sidka (1994)
- Ernst Middendorp (1994–98)
- Thomas von Heesen (1998–99)
- Hermann Gerland (1999–00)
- Benno Möhlmann (2000–04)
- Thomas von Heesen (2004)
- Uwe Rapolder (2004–05)
- Frank Geideck (2005)
- Thomas von Heesen (2005–07)
- Frank Geideck (2007)
- Ernst Middendorp (2007)
- Detlev Dammeier (2007)
- Michael Frontzeck (2008–09)
- Jörg Berger (2009)
- Thomas Gerstner (2009–10)
- Detlev Dammeier (2010)
- Frank Eulberg (2010)
- Christian Ziege (2010)
- Ewald Lienen (2010–11)
- Markus von Ahlen (2011)
- Stefan Krämer (2011–14)
- Norbert Meier (2014–16)
- Rüdiger Rehm (2016)
- Carsten Rump (2016)
- Jürgen Kramny (2016–17)
- Jeff Saibene (2017–18)
- Uwe Neuhaus (2018–2021)
- Frank Kramer (2021–2023)
- Michél Kniat (2023–)